# A Hidden Life
A Hidden Life —conocida en español como Una vida oculta y como Vida oculta— es una película bélica germano-estadounidense realizada por Terrence Malick y estrenada en 2019. Protagonizada por August Diehl, se trata de una película biográfica sobre el objetor de conciencia austríaco Franz Jägerstätter, declarado en 2007 como beato y mártir por el papa Benedicto XVI y, desde entonces, venerado por la Iglesia católica.
La película debutó en el Festival de Cannes en mayo de 2019 y fue estrenada en Estados Unidos el 13 de diciembre de 2019 por Walt Disney Studios Motion Pictures.
Esta es la última película en utilizar el nombre de Fox Searchlight Pictures antes que Disney cambiará de nombre a Searchlight Pictures el 17 de enero de 2020.

## Sinopsis
En 1938, tras la entrada de las tropas de Hitler en Austria, Franz Jägerstätter se halla solo en su pueblo para luchar contra el Anschluss. El joven se va a negar a combatir para la Alemania nazi, pero las consecuencias para este objetor de conciencia serán inmediatas: va a ser encarcelado en Linz y después en Berlín.

## Ficha técnica
- Título original: A Hidden Life
- Dirección y guion: Terrence Malick
- Montaje: Rehman Nizar Ali
- Director de fotografía: Jörg Widmer
- Dirección artística: Steve Summersgill
- Vestuario: Lisy Christl
- Decorados: Sebastian T. Krawinkel
- Productores: Elizabeth Bentley, Dario Bergesio, Grant Hill, Josh Lanzar y Marcus Alojas
- Producción: Studios de Babelsberg
- Lengua original: inglés
- País de origen:   Alemania  Estados Unidos
- Género: Cine bélico, Película biográfica
- Fecha de estreno: 1 de noviembre de 2018

## Elenco
- August Diehl: Franz Jägerstätter
- Valerie Pachner: Franziska Jägerstätter
- Michael Nyqvist: obispo Joseph Fliessen
- Jürgen Prochnow: mayor Schlegel
- Matthias Schoenaerts: capitán Herder
- Bruno Ganz: juez Lueben
- Martin Wuttke: mayor Kiel
- Maria Simon: Resie
- Franz Rogowski: Waldlan
- Tobias Moretti: Ferdinand Fürthauer
- Ulrich Matthes: Lorenz Schwaninger
- Max Mauff: Sterz
- Johan Leysen: Ohlendorf
- Sophie Rois: tía Walburga
- Karl Markovics: alcalde Kraus
- Alexander Radszun:juez
- Nicholas Reinke: Padre Moericke

## Producción
Terrence Malick anunció en junio de 2016 el tenor de su nueva película, mientras que su film Song to Song no estaba terminado: la vida del austríaco Franz Jägerstätter, un objetor de conciencia que se opone al regim hitleriano, ejecutado por los nazis en 1943, después beatificado y declarado mártir por la Iglesia católica en 2007, interpretado por el alemán August Diehl. La austriaca Valerie Pachner interpretará a su mujer Franziska.
El rodaje se desarrolló del 11 de julio de 2016 al 19 de agosto de 2016. Tuvo lugar en Italia (Bressanone, Brunico, Sappada), en Alemania (Zittau, studios de Babelsberg) así como en Austria.

## Recepción
A Hidden Life recibió reseñas generalmente positivas de parte de la crítica y de la audiencia. En el sitio web especializado Rotten Tomatoes, la película posee una aprobación de 82%, basada en 234 reseñas, con una calificación de 7.5/10 y con un consenso crítico que dice: "Ambiciosa y visualmente absorbente, A Hidden Life puede resultar inescrutable para los no devotos, pero para los espectadores en la longitud de onda de Malick, solo debería confirmar aún más su genio." De parte de la audiencia tiene una aprobación de 72%, basada en más de 500 votos, con una calificación de 3.8/5.
El sitio web Metacritic le dio a la película una puntuación de 78 de 100, basada en 44 reseñas, indicando "reseñas generalmente favorables." En el sitio IMDb los usuarios le asignaron una calificación de 7.4/10, sobre la base de 24 760 votos, mientras que en la página web FilmAffinity la cinta tiene una calificación de 6.8/10, basada en 3575 votos.

## Premios
Medallas del Círculo de Escritores Cinematográficos de 2020
| Categoría                 | Resultado |
| ------------------------- | --------- |
| Mejor película extranjera | Ganadora  |